# Električni luk
Električni luk je električni proboj gasa, koji rezultuje u stvaranju plazme i električnoj provodljivosti gasa ili vazduha, koji su u normalnim uslovima izolatori. Za električni luk su potrebni manji naponi nego kod recimo “tinjanja” kod lampi i katodnih cevi.

## Istorijske činjenice
Električni luk je prvi opisao 1802. ruski naučnik Vasilij V. Petrov. Britanac Humfri Dejvi je demonstrirao električni luk provođenjem električne struje kroz dve ugljenične elektrode, koje je primakao vrlo blizu.

## Pregled
Električni luk se javlja između dve elektrode (obično napravljene od volframa ili ugljenika), između kojih se nalazi neki gas, pri čemu se stvaraju vrlo visoke temperature. Električni luk je stalno električno pražnjenje elektroda, dok se kod trenutnog pražnjenja javlja iskrenje. Električni luk se može stvoriti kod jednosmerne i kod naizmenične električne struje. Kod naizmenične struje zapravo dolazi do pražnjenja svakih pola ciklusa. On se razlikuje od električnog pražnjenja kod lampi i katodnih cevi, zato što je gustina struje veoma velika, i pad napona na luku je relativno mali. Gustina struje na katodi može biti do 1 000 000 A po kvadratnom centimetru.
Električni luk nema linearan odnos između jačine struje i napona. Kada je jednom električni luk uspostavljen (sa izbijanjem elektrona ili sa dodirom elektroda), pojačana jačina struje rezultuje smanjenjem napona između elektroda. Budući da vlada negativan otpor, jačina struje postaje sve jača – to znači da u strujnom krugu treba postaviti dodatne otpore (električna impedansa), da bi se održao stabilan električni luk.

## Primena
U praksi, električni luk se koristi kod zavarivanja, rezanja plazmom, elektrootpornih mašina, elektrolučnih lampi kod bioskopskih projektora, itd. Elektrolučne peći se koriste kod proizvodnje čelika. Slično tome on se koristi kod dobijanja kalcijevog karbida (CaC2), kod kojeg je potrebna velika količina energije (otprilike 2500 °), jer je to endotermna reakcija.
Električni luk se koristi kod niskopritisnih svetiljki, kao što su fluorescentne lampe, ulične svetiljke sa natrijumom ili živom, i kod blica za kamere.

## Nepoželjni električni luk
Nepoželjni električni luk se može pojaviti kod visokonaponskih razvodnih linija električne struje, sistema prenosa električne energije ili kod elektronske opreme. Može se pojaviti kod električnih sklopki, automatskih prekidača, rastalnih osigurača, releja ili kod slabih vodiča i razvoda. Kada isključimo prekidač, električna struja se ne može isključiti trenutno, zbog električnog induktiviteta strujnog kola, koji dovodi do iskrenja kontakata. Ako su jačina struje i napon jaki, to iskrenje može dovesti do oštećenja vodiča, izolacije ili drugih delova strujnog kruga. ‘’Električni bljesak’’ predstavlja eksplozivni električni događaj koji može biti opasan za ljude i opremu.
Nepoželjno iskrenje na električnim kontaktima možemo sprečiti različitim uređajima, kao što su:
- uranjanjem u transformatorsko ulje, izolirajući gas ili vakuum
- automatski prekidač
- magnetni prekidač

Električni luk se može pojaviti u kanalima malog otpora (strani objekt, provodljiva prašina, vlaga..) između mesta sa različitim električnim potencijalom. Jonizovani vazduh ima vrlo visoku električnu provodljivost, i može stvoriti vrlo jake električne struje, uzrokujući ‘’kratki spoj’’, koji može oštetiti rastalne osigurače i prekidače struje.
Električni luk može oštetiti plastiku, što može negativno delovati na njena izolirajuća svojstva. Testiranje materijala se vrši recimo po standardu ASTM D495 (engl. American Society for Testing and Materials). Neke plastike su otpornije na električni luk od drugih, tako recimo vrlo otporna plastika je politetrafluoretilen (PTFE) koja može izdržati oko 200 sekundi. Termootporne plastike, alkidi i melaminske smole su otpornije od fenolnih smola. Polietilen (PE) može izdržati električni luk oko 150 s, polistiren i polivinilhlorid (PVC) mogu izdržati tek 70 s.
Iskrenje kod nekih štampanih ploča se može pojaviti zbog malih pukotina na vodećim trakama, zbog greške na lemljenim spojevima, što može dovesti do oštećenja.

## Spoljašnje veze
- Fotografije neobičnog varničenja
- Formiranje električnih lukova Архивирано на веб-сајту  (12. фебруар 2004)
- Snimci lukova